# Леурда (Горж)
Леурда (рум. Leurda) насеље је у Румунији у округу Горж у општини Мотру. Oпштина се налази на надморској висини од 214 m.

## Становништво
Према подацима из 2002. године у насељу је живело 243 становника, од којих су сви румунске националности.